# 1804
| 1804                        |
| --------------------------- |
| Dødsfald - Fødsler          |
| • Begivenheder • Litteratur |

| Gregoriansk kalender | 1804 MDCCCIV            |
| Ab urbe condita      | 2557                    |
| Armensk kalender     | 1253 ԹՎ ՌՄԾԳ            |
| Kinesiske kalender   | 4500 – 4501 癸亥 – 甲子 |
| Etiopisk kalender    | 1796 – 1797             |
| Jødisk kalender      | 5564 – 5565             |
| Hindukalendere       |                         |
| - Vikram Samvat      | 1859 – 1860             |
| - Shaka Samvat       | 1726 – 1727             |
| - Kali Yuga          | 4905 – 4906             |
| Iransk kalender      | 1182 – 1183             |
| Islamisk kalender    | 1219 – 1220             |

Året 1804 startede på en søndag.
Konge i Danmark: Christian 7. 1766-1808
Se også 1804 (tal)

## Begivenheder
- Lewis og Clark-ekspeditionen, der har til opgave at kortlægge det vestlige USA, starter og gennemføres i løbet af de næste par år
- 9. oktober - Tasmaniens hovedstad Hobart grundlægges
- 2. december – Napoleon Bonaparte kroner sig selv til kejser af Frankrig

## Født
- 7. Februar – John Deere, amerikansk smed (død 1886).
- 14. marts – Johann Strauss den ældre, østrigsk komponist (død 1849).
- 1. juni – Mikhail Glinka, russisk komponist (død 1857).
- 1. juli – George Sand, fransk forfatterinde. Rigtigt navn Aurore Dudevant (død 1876).
- 4. juli – Nathaniel Hawthorne, amerikansk forfatter (død 1864).
- 20 juli – Richard Owen, engelsk biolog (død 1892).
- 15. oktober – Michael Drewsen, Silkeborgs grundlægger (død 1874).
- 3. november – Constantin Hansen, dansk maler (død 1880).
- 23. november – Franklin Pierce, USA's 14. præsident (død 1869).
- 21. december – Benjamin Disraeli, britisk statsmand, fødes i London (død 1881).

## Dødsfald
- 8. februar – Joseph Priestley, engelsk kemiker (født 1733).
- 12. februar – Immanuel Kant, tysk filosof (født 1724).
- 12. juli – Alexander Hamilton, amerikansk politiker (født 1755 eller 1757).